# Ordre de bataille de l'armée de Portugal (1808)
Pour un article plus général, voir Guerre d'indépendance espagnole.
Cet article décrit l'ordre de bataille de l’armée de Portugal au 15 juillet 1808. L’armée de Portugal est une des armées françaises napoléoniennes qui combat dans la péninsule Ibérique pendant la guerre d'Espagne (1808-1814).

## Armée française dite «armée de Portugal»

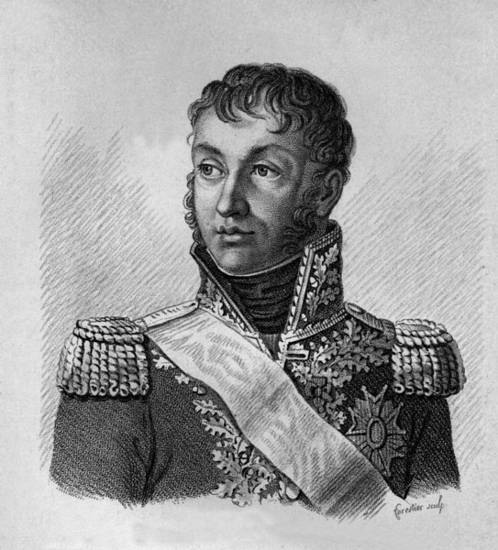
Le général Jean-Andoche Junot, commandant en chef l'armée du Portugal.

Le 1er corps d’observation de la Gironde, devenu « armée de Portugal » est commandé par le général de division Jean-Andoche Junot. Cette armée était composée de 26 533 soldats dont :
- 22 959 soldats d'infanterie
- 2 191 cavaliers
- 670 artilleurs
- 713 ouvriers, soldats du trains, génie…

### 1redivisiond’infanterie
La 1re division d’infanterie comprend 8 471 hommes sous les ordres du général de division Henri-François Delaborde.
- 1re brigade
  - 47e régiment d’infanterie de ligne — 2e bataillon
  - 70e régiment d’infanterie de ligne — 1er et 2e bataillons
  - 4e régiment d’infanterie suisse — 1er bataillon
- 2e brigade
  - 15e régiment d’infanterie de ligne — 3e bataillon
  - 86e régiment d’infanterie de ligne — 1er et 2e bataillons

### 2edivisiond’infanterie
La 2e division d’infanterie comprend 8 296 hommes sous les ordres du général de division Louis Henri Loison.
- 1re brigade
  - 1er régiment provisoire d’infanterie légère
    - 2e régiment d’infanterie légère — 3e bataillon
    - 4e régiment d’infanterie légère — 3e bataillon

  - 2e régiment provisoire d’infanterie légère
    - 12e régiment d’infanterie légère — 3e bataillon
    - 15e régiment d’infanterie légère — 3e bataillon
- 2e brigade
  - 1er régiment provisoire d’infanterie de ligne
    - 32e régiment d’infanterie de ligne — 3e bataillon
    - 58e régiment d’infanterie de ligne — 3e bataillon
- 2e régiment d’infanterie suisse — 2e bataillon

### 3edivisiond’infanterie
La 3e division d’infanterie comprend 6 196 hommes sous les ordres du général de division Jean-Pierre Travot.
- 1re brigade
  - 3e régiment provisoire d’infanterie légère
    - 31e régiment d’infanterie légère — 3e bataillon
    - 32e régiment d’infanterie légère — 3e bataillon

  - 26e régiment d’infanterie de ligne — 2e bataillon
  - Légion du Midi — 1er et 2e bataillons
- 2e brigade
  - 66e régiment d’infanterie de ligne — 3e bataillon
  - 82e régiment d’infanterie de ligne — 3e bataillon
  - Légion hanovrienne

### Division de cavalerie
La division de cavalerie comprend 2 151 cavaliers sous les ordres du général de division François-Étienne Kellermann.
- 1re brigade
  - 3e régiment provisoire de dragons
    - 1er régiment de dragons — 4e escadron
    - 3e régiment de dragons — 4e escadron

  - 26e régiment de chasseurs à cheval — 4e escadron

- 2e brigade
  - 4e régiment provisoire de dragons
    - 4e régiment de dragons — 4e escadron
    - 5e régiment de dragons — 4e escadron

  - 5e régiment provisoire de dragons
    - 9e régiment de dragons — 4e escadron
    - 15e régiment de dragons — 4e escadron

### Artillerie
L'artillerie comprend 38 pièces et 211 voitures d'artillerie sous les ordres du général de brigade Albert Louis Valentin Taviel.
- 1er régiment d'artillerie à pied — 4e compagnie
- 3e régiment d'artillerie à pied — 8e, 10e et 12e compagnies
- 6e régiment d'artillerie à pied — 15e et 16e compagnies